# Escultura a Pau Casals (Manresa)
L'Escultura a Pau Casals és una obra del municipi de Manresa (Bages) inclosa en l'Inventari del Patrimoni Arquitectònic de Catalunya.

## Descripció
El monument a Pau Casals està situat en un parc, ple d'arbres, gespa i flors, molt tranquil i solitari. El monument consta d'un pilar de formigó, que aguanta un petit bloc de bronze col·locat de forma descentrada. En ell hi ha esculpit en alt relleu el cap del músic. Aquest està lleugerament inclinat, la mirada baixa i en posició reflexiva. Es tracta, doncs, d'una obra senzilla, però executada amb originalitat i domini tècnic. Fou realitzada per Josep Barés i Soler el 1976.